# La Mort d'Adonis (Ermitage)
Pour les articles homonymes, voir Adonis.
La Mort d'Adonis est une sculpture en marbre réalisée par le maître italien Giuseppe Mazzuoli de 1700 à 1710 environ. Elle est exposée dans l'une des salles du musée de l'Ermitage à Saint-Pétersbourg. 

## Description
Le sujet de la sculpture a été tiré des Métamorphoses d'Ovide. Il parle des amours de la déesse Vénus (Aphrodite selon la mythologie grecque antique) et d'Adonis, mort en chassant un sanglier. Le jeune homme est représenté ici un moment avant sa chute, après le coup puissant de la bête. La pose et le manteau d'Adonis traduisent la dynamique du moment, et le traitement du matériau, la surface rugueuse au polissage, améliore le caractère décoratif de la sculpture.